# Розрахунок згоди
Розрахунок згоди: логічні основи конституційної демократії

— книга, опублікована економістами Джеймсом М. Б’юкененом і Гордоном Таллоком у 1962 році. Вважається однією з класичних праць з дисципліни суспільного вибору в економіці та політології. У цій роботі представлені основні принципи теорії суспільного вибору.

## Огляд
Аналітичний підхід авторів ґрунтується на методологічному індивідуалізмі - колективна дія складається з індивідуальних дій, а також на відмові від будь-якої органічної інтерпретації держави. Відстоюється суто індивідуалістична концепція колективності: держава - це артефакт, створений людьми, а тому підлягає змінам і вдосконаленню. Б'юкенен і Таллок стверджують, що лише конституційні зміни, які можуть бути доведені як такі, що відповідають інтересам усіх зацікавлених сторін, можуть бути оцінені як "покращення", і тому вважають концептуальну одностайність єдиним легітимним правилом ухвалення рішень.
Автори аналізують традиційний політологічний підхід до систем голосування, включаючи мажоритарне голосування як стандарт на відміну від правила одностайності. Вони показують, що жодна з цих систем не є ідеальною, оскільки завжди є компроміс:
- проста мажоритарна система накладає різний обсяг як зовнішніх витрат, так і витрат на прийняття рішень
- система, заснована на одностайності, має незначні зовнішні витрати або взагалі не має їх, але має значні витрати на прийняття рішень.

Вони роблять висновок, що рішення з потенційно високими зовнішніми витратами повинні вимагати одностайності або, принаймні, системи переважної більшості.
У той час як багато політологів визначають політичний процес як систему, в якій політичні рішення розглядаються як боротьба приватних інтересів проти громадських інтересів, Б’юкенен і Таллок припускають, що суспільні інтереси — це просто сукупність приватних осіб, які приймають рішення.
Вони показують, що в класичній політологічній теорії "суспільний інтерес" завжди є правильним вибором, який має однакову привабливість для всіх виборців і якому можуть протистояти, а можуть і не протистояти "особливі інтереси". Але ця теорія ігнорує той факт, що більшість рішень апелюють до багатьох різних "споживачів права" з різною силою. Показовим прикладом є вибір, чи збільшувати фінансування охорони здоров'я. Деякі виборці будуть рішуче підтримувати збільшення фінансування. Деякі виборці будуть рішуче підтримувати або виступати проти цього, але багатьом може бути взагалі байдуже.
Вони порівнюють це з ринковою угодою, де виборці, які сильно бажають кращої охорони здоров'я, можуть купити згоду опозиції та незацікавлених виборців за допомогою поступок, що призводить до ефективного розподілу ресурсів, збільшуючи щастя всіх сторін (оптимальність за Парето). Однак еквівалентом цього в політичній сфері є те, що політики купують голоси інших політиків (або груп з особливими інтересами), обіцяючи голосувати за їхні питання. На думку авторів, таке перекочування колоди є очікуваним, але в традиційній політологічній теорії воно є аномальним. Таким чином, їхня модель пояснює певні речі, які не могли пояснити попередні моделі політики.
Використовуючи теоретичні концепції теорії ігор та оптимальності за Парето, Б'юкенен і Таллок показують, що симетрія в розподілі благ може бути щонайбільше необхідною, але ніколи не достатньою умовою для досягнення оптимальної за Парето позиції. Запровадження побічних платежів є вирішальним елементом, який приведе до оптимальності. В певному сенсі запровадження додаткових платежів створює ринкові права власності на індивідуальний політичний голос (Розділ 12).

## Зміст

### Частина І. Концептуальні засади
1. Вступ
2. Індивідуалістичний постулат (включає такі теми, як методологічний індивідуалізм)
3. Політика та економічний зв'язок
4. Індивідуальна раціональність у соціальному виборі (включає такі теми, як теорія раціонального вибору та соціальний вибір)

### Частина ІІ. Царина суспільного вибору
5. Організація людської діяльності
6. Узагальнена економічна теорія конституцій (включає такі теми, як конституційна економіка)
7. Правило одностайності (включає такі теми, як одностайність)
8. Витрати на прийняття рішень

### Частина ІІІ. Аналіз правил прийняття рішень
12. Правило більшості, теорія ігор та оптимальність за Парето (включає такі теми, як правило більшості та оптимальність за Парето)
13. Оптимальність за Парето, зовнішні витрати та перерозподіл доходів (включає такі теми, як оптимальність за Парето та перерозподіл доходів)
14. Діапазон та масштаби колективних дій (включає такі теми, як колективні дії)
15. Правила голосування кваліфікованою більшістю, представництво та взаємозалежність конституційних змінних (включає такі теми, як голосування кваліфікованою більшістю та політичне представництво)
16. Двопалатний парламент (бікамералізм)
17. Православна модель більшості (включає такі теми, як правило більшості)

### Частина IV. Економіка та етика демократії
18. Демократія, етика та економічна ефективність (включає такі теми, як демократія, етика та економічна ефективність)
19. Групи тиску, особливі інтереси та Конституція (включає такі теми, як "Адвокаційна група", "Лобістська група" та "Конституція")
20. Політика доброго суспільства

### Додатки
Додаток 1 Вказівки щодо читання політичної філософії (політична філософія)
Додаток 2 Теоретичні попередники